# Géza von Cziffra
Géza von Cziffra (en húngaro, ˈɡeːzɒ fɔn ˈtsifrɒ; 19 de diciembre de 1900-28 de abril de 1989) fue un director de cine, guionista y escritor austro-húngaro.

## Biografía
Cziffra era originariamente un alemán del Banato, pues nació en Arad en la región del Banato, que en aquella época formaba parte del Reino de Hungría integrado en el Imperio austríaco y que hoy forma parte de Rumania.
Cziffra hizo películas desde los años 1930 en adelante, primero en Hungría y desde 1936 también en Alemania, donde fue inicialmente más activo como guionista.
En 1945 en Praga, entonces ocupada por los alemanes, rodó la película Leuchtende Schatten («Sombras resplandecientes»). Como consejero de la policía criminal fue asignado al SS-Sturmbannführer Eweler, un miembro del SD y hermano de la actriz Ruth Eweler. Después de un tiempo Cziffra expulsó a Eweler de los estudios por su crítica excesiva y obstructora. Poco después fue arrestado y llevado a los cuarteles de la Gestapo en Praga, en el palacio Pecec, donde fue acusado de haber comido en varias ocasiones en el restaurante checo «Neumann» sin usar moneda alemana. Al final lo llevaron a la prisión de Pankrác, y sentenciado a seis meses de prisión, a partir del 12 de febrero. Fue liberado de la detención el 19 de abril, poco antes del final de la guerra.
En 1945 en Viena, Cziffra fundó la primera empresa de producción cinematográfica de la Austria de postguerra: Cziffra-Film.
Principalmente, y por preferencia, hizo películas ligeras de entretenimiento y musicales con actores austriacos y alemanes bien conocidos como Peter Alexander, Rudolf Platte, Senta Berger y Hubert von Meyerinck. A través de la aportación de músicos como Bill Ramsey o Bully Buhlan las películas en su mayor parte progresaron hasta ser revistas musicales con un ambiente típicamente austriaco (Heimatfilme). Cziffra también trabajó él mismo como actor, y más tarde en su vida publicó una serie de libros.
Falleció el 28 de abril de 1989 en Diessen am Ammersee en Baviera. Sus restos están enterrados en el crematorio de Múnich.

## Filmografía escogida
- 1924: Gullivers Reise(guion y dirección)
- 1930: Der Greifer con Hans Albers, Harry Hardt, Karl Ludwig Diehl y Charlotte Susa (guion y asistente de dirección)
- 1936: Wo die Lerche singt con Marta Eggerth, Hans Söhnker y Lucie Englisch (autor)
- 1943: Großstadtmelodie  con Hilde Krahl, Werner Hinz y Karl Johne
- 1945: Liebe nach Noten con Rudolf Prack y Sonja Ziemann
- 1949: Gefährliche Gäste con Wolf Albach-Retty y Käthe Haack
- 1951: A Tale of Five Cities
- 1957: Die Beine von Dolores con Germaine Damar, Claus Biederstaedt, Grethe Weiser y Bum Krüger
- 1953: Das singende Hotel con Rudolf Platte, Fita Benkhoff y Bully Buhlan
- 1958: So ein Millionär hat's schwer con Peter Alexander, Germaine Damar
- 1960: Kriminaltango con Peter Alexander y Vivi Bach
- 1961: Die Abenteuer des Grafen Bobby con Peter Alexander, Vivi Bach y Gunther Philipp
- 1961: Junge Leute brauchen Liebe con Cornelia Froboess, Johannes Heesters y Waltraut Haas
- 1961: Kauf Dir einen bunten Luftballon con Ina Bauer, Anton Sailer, Heinz Erhardt, Ralf Wolter y Ruth Stephan
- 1962: Die Fledermaus con Peter Alexander, Marika Rökk, Willy Millowitsch, Gunther Philipp, Boy Gobert, Hans Moser y Oskar Sima
- 1962: Der Vogelhändler con Cornelia Froboess, Georg Thomalla y Peter Weck
- 1963: Charleys Tante con Peter Alexander y Fritz Eckhardt

## Premios
- 1975: Goldenes Ehrenzeichen der Stadt Wien
- 1976: Bundesverdienstkreuz der Republik Österreich
- 1985: Filmband in Gold por su larga y excelente carrera en la industria cinematográfica alemana